# الصندوق الوطني للتوفير والاحتياط
الصندوق الوطني للتوفير والاحتياط هو بنك جزائري متخصص في جمع أموال التوفير، منح القروض العقارية للخواص، تمويل المقاولين العموميين والخواص، وتمويل مؤسسات إنتاج عتاد البناء ومؤسسات الإنجاز التي لها صلة بالبناء.

بالإضافة إلى وكالاته البالغ عددها 206 وكالة ومديرياته الجهوية البالغ عددها 15 مديرية جهوية موزعة على كامل التراب الجزائري، يتواجد الصندوق الوطني للتوفير والاحتياط-بنك على مستوى شبكة البريد لأجل جمع أموال التوفير.

## لمحة تاريخية
تأسس الصندوق الوطني للتوفير والاحتياط فعليًا في 10 آب (أغسطس) 1964 على أساس شبكة لصندوق تضامني بين الولايات والبلديات الجزائرية، وتمثلت مهامه الأساسية في جمع أموال التوفير. أما أول وكالة للصندوق فقد افتتحت أبوابها بتاريخ 1 آذار (مارس) 1967 في تلمسان. في حين أن تسويق دفتر الصندوق الوطني للتوفير كان قبل ذلك بسنة على مستوى شبكة البريد.

خلال الفترة الممتدة بين سنتي 1964 و1970، كان نشاط الصندوق قائمًا على جمع أموال التوفير بالاعتماد على الدفتر المخصص لذلك مع منح قروض اجتماعية رهنية. أما هيكليًا، فكانت شبكة الصندوق الوطني للتوفير والاحتياط تشتمل على وكالتين افتتحتا للعملاء سنة 1967 وعلى 575 نقطة جمع متواجدة على مستوى شبكة البريد.

في نيسان (أبريل) 1971، صدرت تعليمة تُكلف الصندوق الوطني للتوفير والاحتياط بتمويل برامج لإنجاز إسكانات باستعمال موارد الخزينة العمومية. وفي نهاية 1975، تمت أول عملية بيع إسكانات لصالح مالكي دفاتر التوفير. وفي 1979، كان للصندوق الوطني للتوفير والاحتياط 46 وكالة عملية.

في سنوات الثمانينات، كُلف الصندوق الوطني للتوفير والاحتياط بمهام أخرى، ويتعلق الأمر بالقروض العقارية الموجهة للخواص وذلك من أجل بناء إسكانات وتمويل السكن الترقوي حصريًا لفائدة الموفرين. وفي 31 ديسمبر 1988، بلغ عدد الإسكانات التي بيعت في إطار بلوغ الملكية 11590 مسكن. كما اعتمد الصندوق سياسة تنويع القروض الممنوحة، لا سيما لصالح أصحاب المهن الحرة، عمال قطاع الصحة وتعاونيات الخدمات والنقل. كما توسعت شبكة الصندوق حيث بلغ عددوكالاته 120 وكالة (47 وكالة ولائية و73 وكالة ثانوية).

بتاريخ 31 ديسمبر 1990، بلغت أموال التوفير التي تمكن الصندوق من جمعها ما مجموعه 82 مليار دينار جزائري (من بينها 34 مليار دينار على دفاتر التوفير بالعملة الصعبة) وذلك على مستوى 135 وكالة و2652 مكتب بريد. أما قيمة القروض الممنوحة للخواص إلى غاية نفس التاريخ فقدرت ب 12 مليار دينار جزائري بمجموع 80000 قرض.

في 6 (نيسان (أبريل) 1997، عدّل الصندوق الوطني للتوفير والاحتياط نظامه الأساسي بحصوله على الترخيص كبنك، إذ أصبح بإمكانه القيام بكل العمليات البنكية بإستثناء عمليات التجارة الخارجية.

وفي 31 أيار (مايو) 2005، قررت الجمعية العامة غير العادية منح الصندوق الوطني للتوفير والاحتياط-بنك إمكانية التركيز أكثر على تمويل البنية التحتية والنشاطات المرتبطة بالبناء لا سيما لإنجاز أملاك عقارية ذات طابع مهني وإداري وصناعي، وأيضًا البنية التحتية الفندقية، الصحية، الرياضية، التربوية والثقافية.

كما قررت الجمعية العامة العادية المنعقدة بتاريخ 28 شباط (فبراير) 2007 المرتبطة بإعادة التمركز الإستراتيجي للبنك السماح له بمنح القروض العقارية للخواص، القروض الرهنية المقررة بالنصوص القانونية السارية المفعول لدى البنك، والقروض الاستهلاكية. كما تم اقرار منح القروض بصفة الأولوية وبصورة أساسية للموفرين ثم بعد ذلك لغير الموفرين. أما فيما يتعلق بتمويل الترقية العقارية، فتم السماح باقتناء أراضي لبناء الإسكانات وإنجاز برامج السكن، مع التركيز على منح الأولوية في برامج التمويل للموفرين.

## خدمات ومنتجات
يوفر الصندوق الوطني للتوفير والاحتياط-بنك مجموعة متنوعة من الخدمات والمنتجات البنكية، أبرزها:
- القروض العقارية للخواص.
- التوفير والإيداعات.
- تمويل المقاولين والمؤسسات.
- بالإضافة إلى عديد الخدمات البنكية.

## وصلات خارجية
- الموقع الرسمي للصندوق الوطني للتوفير والاحتياط-بنك